# H-III (ракета-носій)
H-III - японська ракета космічного призначення покликана згодом замінити основні діючі ракети H-IIA і H-IIB.
Проект затверджений японським урядом в 2013 році, розробкою займаються Японське агентство аерокосмічних досліджень (JAXA) і компанія Mitsubishi Heavy Industries, вартість розробки становить 1,9 млрд доларів США.
Розроблена та виробляється компанією Mitsubishi Heavy Industries (MHI) - головним контактором Японського аерокосмічного агентства JAXA.
Основною метою створення ракети космічного призначення «H-III» є подальше зниження вартості запуску і обслуговування японських ракет-носіїв і збільшення частоти запусків, щоб мати можливість конкурувати на світовому ринку комерційних запусків. Заявлено наміри вдвічі знизити вартість запуску, в порівнянні з H-IIA. Ракета матиме кілька конфігурацій для покриття широкого спектру різних орбіт і розмірів корисного навантаження.
Очікується, що базова версія «H-III» без твердопаливних прискорювачів (H3-30S) зможе доставити до 4 т на сонячно-синхронну орбіту висотою 500 км, з вартістю запуску близько 5 млрд ієн (~45 млн доларів США). Максимальна конфігурація ракети-носія (H3-24L) дозволить виводити супутники масою понад 6,5 т на геоперехідну орбіту.
На відміну від "попередника", новий виріб хоч й крупніший, але буде дешевшим, та у максимальній комплектації (з 4-ма твердопаливними прискорювачами) здатний виводити японський транспортний корабель нового покоління "HTV-X1", з корисним навантаженням вагою у декілька тон, навіть на навколомісячну орбіту.
Таким чином ракета поки що стане єдиною неамериканською ракетою, яка обслуговуватиме майбутню навколомісячну станцію Gateway. Що зафіксовано у Меморандумі про взаєморозуміння між космічними агентствами США та Японії.
Запуски будуть виконуватися з переобладнаною другого майданчика стартового комплексу «Єсінобу», розташованого в Космічному центрі Танегасіма.
Перший запуск базової версії «H-ІІІ» очікується в 2021 році, а версію ракети-носія з бічними прискорювачами планують запустити в 2021-2022 рр.
У грудні 2018 року був підписаний перший комерційний контракт на запуск ракетою-носієм «H-ІІІ» комунікаційного супутника компанії Inmarsat. Запуск очікується в 2022-2023 роках.

## Конструкція

### Твердопаливні прискорювачі
У залежності від варіанту конфігурації на першому ступені може бути додатково встановлено до 4 твердотопливних прискорювачів SRB-3. Це наступне покоління прискорювача SRB-A, що використовується на ракетах H-IIA та H-IIB, а також на як перший ступінь ракет-носіїв «Епсилон».
Основні відмінності:
- Замість рухомого сопла, встановленого на попередній версії прискорювача та дозволяючого керування вектором тяги, на SRB-3 використовується фіксоване сопло, що дозволяє розширити будову двигуна та зменшити його вартість.
- Система кріплення та відстикування прискорювача суттєво спрощена, підвищена надійність відділення від першого ступеня. Використовується 3 точки фіксації замість 6, більше не будуть використовуватися діагональні стійки кріплення, які механічно відводили прискорювач у сторону від першого ступеня після відстиковування, замість них використовується піротехнічний механізм відштовхування.

Висота прискорювача: 14,6 м, діаметр - 2,5 м, маса палива - 66,8 т.
Тяга одного прискорювача: 2158 кН, питомий імпульс - 283,6 с.
Модифікація двигуна SRB-3 буде також використана для подальшого використання для ракет-носіїв «Епсилон».